# Libertad de religión en Corea del Norte
En Corea del Norte, la constitución establece la “libertad de religión”, la República Popular Democrática de Corea es un Estado laico. Los gobiernos de Estados Unidos y Corea del Sur son las principales fuentes de información de religión en Corea del Norte.
El régimen continúa reprimiendo las actividades religiosas de los grupos religiosos no autorizados. Refugiados recientes, desertores, misioneros y los informes de organizaciones no gubernamentales (ONGs) indican que las personas que se dedican al proselitismo religioso en el país, aquellos que tienen vínculos con grupos evangélicos extranjeros que operan en la frontera con la República Popular China y específicamente, de los repatriados desde China y que han estado en contacto con extranjeros o misioneros, han sido detenidos y sometidos a duras penas. Los refugiados y desertores continuaron alegando que fueron testigos de las detenciones y la ejecución de miembros de iglesias cristianas subterráneas por el régimen en años anteriores. Debido a la inaccesibilidad del país y la incapacidad para obtener información oportuna, la continuación de esta actividad sigue siendo difícil de verificar.

## Religión en Corea del Norte
Tradicionalmente, la religión en Corea del Norte está compuesta principalmente por el budismo y el confucianismo y en menor medida el chamanismo coreano y el sincrético cheondoísmo. Desde la llegada de los europeos en el siglo XVIII, también había un cristianismo minoritario. Según la Agencia Central de Inteligencia, desde el ascenso del estalinismo, las libres actividades religiosas ya no existen ya que el gobierno patrocina grupos religiosos sólo para crear ilusión de libertad religiosa. Corea del Norte considera la actividad religiosa organizada, excepto la oficialmente aprobada de grupos afines al gobierno, como un potencial desafío para el liderazgo. La religión es practicada privadamente en secreto.

## Estatus de la libertad religiosa
El gobierno trata con dureza a todos los opositores, y a quienes participan en actividades religiosas, a menudo se enfrentan al más duro trato. En particular, la fe de los cristianos es la más perseguida, y Corea del Norte se ubicó como el peor país del mundo en términos de persecución de cristianos por el grupo de vigilancia Puertas Abiertas.
Se cree que un estimado de 150 000 a 200 000 personas se encuentran en campos de prisioneros políticos (kwan-li-so) en áreas remotas, muchas por razones religiosas y políticas. El número de cristianos en los campos de prisioneros se estima en decenas de miles. Miembros de las familias de los creyentes son considerados culpables por asociación y enviados a campos de trabajo o prisiones, también.
Las actividades religiosas punibles incluyen la propagación de la religión, poseer artículos religiosos, rezar, cantar himnos, y tener contacto con las personas religiosas.
En marzo del 2006, el gobierno habría condenado a Son Jong-nam a muerte por espionaje. Sin embargo, las ONGs afirmaron que la sentencia contra Son estaba basada en sus contactos con los grupos cristianos en China, sus actividades proselitistas, y presunto intercambio de información con su hermano en Corea del Sur. El hermano de Son informó que la información indicó que Son estaba vivo para la primavera del 2007. Debido a que el país prohíbe a los observadores extranjeros la investigación de tales informes, no fue posible verificar las afirmaciones del gobierno sobre las actividades de Son Jong-nam o determinar si había sido ejecutado. Un preso de la cárcel de Pionyang donde Son fue detenido afirma que murió allí en diciembre del 2008.
Un periódico surcoreano informó que 80 personas fueron ejecutadas públicamente en Corea del Norte en noviembre de 2013, algunos por poseer una biblia, mientras una multitud era hacinada dentro de un estadio en una ciudad y obligada a ver las muertes por armas de fuego. El JoongAng Ilbo informó que las ejecuciones se llevaron a cabo en siete ciudades el 3 de noviembre del 2013.
Según Alejandro Cao de Benós, delegado especial del Comité de Relaciones Culturales con el Extranjero de Corea del Norte, el gobierno permite solo religiones que se consideran "tradicionales" en Corea, como el cristianismo, el budismo o el cheondoísmo.